# Nikla
Nikla là một thị trấn thuộc hạt Somogy, Hungary. Thị trấn này có diện tích 23,35 km², dân số năm 2010 là 725 người, mật độ 31 người/km².